# Amsterdam Crusaders 2018
Questa voce raccoglie le informazioni riguardanti gli Amsterdam Crusaders nella stagione 2018.
Per la stagione 2018 gli Amsterdam Crusaders hanno giocato unicamente incontri amichevoli internazionali e la BIG6, lasciando la seconda squadra nel campionato olandese di secondo livello.

## Maschile

### Prima squadra

#### Amichevoli
| 2018 | Amsterdam Crusaders | - – - | Guelfi Firenze |  |

| Düsseldorf 25 marzo 2018 | Düsseldorf Panther | 7 – 20 | Amsterdam Crusaders |  |

| Amsterdam 31 marzo 2018 | Amsterdam Crusaders | 22 – 38 | Cologne Crocodiles | Sportpark Sloten |

| 2018 | Amsterdam Crusaders | - – - | Christopher Newport Captains |  |

| Vaasa 9 giugno 2018, ore 15:00 Royal International Bowl I | Wasa Royals | 20 – 14 (13–0 7–14 0–0) referto | Amsterdam Crusaders | Kaarlen kenttä |

| Graz 16 giugno 2018 | Graz Giants | 32 – 21 | Amsterdam Crusaders |  |

| Amsterdam 7 luglio 2018, ore 18:00 | Amsterdam Crusaders | 6 – 9 | Panthers Wrocław | Sportpark Sloten |

| Amsterdam 10 dicembre 2018 | Amsterdam Crusaders | 41 – 14 | Ostend Pirates | Sportpark Sloten |

#### BIG6

##### Stagione regolare
| Amsterdam 14 aprile 2018, ore 18:00 | Amsterdam Crusaders | 9 – 40 (0-7 0-6 9-20 0-7) referto | Frankfurt Universe | Sportpark Sloten |

| Braunschweig 28 aprile 2018, ore 18:00 | New Yorker Lions | 60 – 0 (21-0 28-0 3-0 8-0) referto | Amsterdam Crusaders | Eintracht-Stadion |

### Seconda squadra

#### Eerste Divisie

##### Stagione regolare
| Utrecht 18 febbraio 2018, ore 14:00 1ª giornata | Utrecht Dominators | 6 – 17 referto | Amsterdam Crusaders II |  |

| Amsterdam 11 marzo 2018, ore 14:00 4ª giornata | Amsterdam Crusaders II | 34 – 6 (0-0 6-6 15-0 13-0) referto | Amsterdam Panthers | Sportpark Sloten |

| Amsterdam 18 marzo 2018, ore 14:00 5ª giornata | Amsterdam Crusaders II | 28 – 6 (7-0 7-0 7-0 7-6) referto | Amersfoort Untouchables/ Purmerend Barbarians | Sportpark Sloten |

| Groninga 24 marzo 2018, ore 19:00 6ª giornata | Groningen Giants | 0 – 9 (0-9 0-0 0-0 0-0) referto | Amsterdam Crusaders II |  |

| Amsterdam 22 aprile 2018, ore 14:00 9ª giornata | Amsterdam Crusaders II | 20 – 0 (a tavolino) referto | Enschede Broncos | Sportpark Sloten |

| Amsterdam 29 aprile 2018, ore 14:00 10ª giornata | Amsterdam Panthers | 12 – 14 (d.t.s.) (0-0 6-6 0-0 0-0 6-8) referto | Amsterdam Crusaders II |  |

| Amsterdam 13 maggio 2018, ore 14:00 12ª giornata | Amsterdam Crusaders II | 43 – 0 referto | Utrecht Dominators | Sportpark Sloten |

| Loosdrecht 27 maggio 2018, ore 15:00 14ª giornata | Amersfoort Untouchables /Purmerend Barbarians | 14 – 32 (7-20 7-12 0-0 0-0) referto | Amsterdam Crusaders II |  |

| Enschede 3 giugno 2018, ore 14:00 15ª giornata | Enschede Broncos | 0 – 20 (a tavolino) referto | Amsterdam Crusaders II |  |

| Amsterdam 16 giugno 2018, ore 19:00 17ª giornata | Amsterdam Crusaders II | 0 – 26 referto | Groningen Giants | Sportpark Sloten |

##### Playoff
| 23-24 giugno 2018 Semifinale | Amsterdam Crusaders II | 33 – 13 | Flevo Phantoms |  |

| Amsterdam 7 luglio 2018, ore 14:00 XVIII Runners-Up Bowl | Amsterdam Crusaders II | 17 – 14 (14-0 0-7 0-0 3-7) | Den Haag Raiders '99 | Sportpark Sloten (500 spett.) |

### Statistiche di squadra
| Competizione             | %Vittorie | In casa | In casa | In casa | In casa | In casa | In casa | In trasferta | In trasferta | In trasferta | In trasferta | In trasferta | In trasferta | Totale | Totale | Totale | Totale | Totale | Totale |
| Competizione             | %Vittorie | G       | V       | N       | P       | Pf      | Ps      | G            | V            | N            | P            | Pf           | Ps           | G      | V      | N      | P      | Pf     | Ps     |
| ------------------------ | --------- | ------- | ------- | ------- | ------- | ------- | ------- | ------------ | ------------ | ------------ | ------------ | ------------ | ------------ | ------ | ------ | ------ | ------ | ------ | ------ |
| Amichevoli               | .333      | 3       | 1       | 0       | 2       | 69      | 61      | 3            | 1            | 0            | 2            | 55           | 59           | 6      | 2      | 0      | 4      | 124    | 120    |
| BIG6 - Stagione regolare | .000      | 1       | 0       | 0       | 1       | 9       | 40      | 1            | 0            | 0            | 1            | 0            | 60           | 2      | 0      | 0      | 2      | 9      | 100    |
| Totale prima squadra     | .250      | 4       | 1       | 0       | 3       | 78      | 101     | 4            | 1            | 0            | 3            | 55           | 119          | 8      | 2      | 0      | 6      | 133    | 220    |
| EeD - Stagione regolare  | .900      | 5       | 4       | 0       | 1       | 125     | 38      | 5            | 5            | 0            | 0            | 92           | 32           | 10     | 9      | 0      | 1      | 217    | 70     |
| EeD - Playoff            | 1.000     | 2       | 2       | 0       | 0       | 50      | 27      | 0            | 0            | 0            | 0            | 0            | 0            | 2      | 2      | 0      | 0      | 50     | 27     |
| Totale seconda squadra   | .917      | 7       | 6       | 0       | 1       | 175     | 65      | 5            | 5            | 0            | 0            | 92           | 32           | 12     | 11     | 0      | 1      | 267    | 97     |
| Totale                   | .650      | 11      | 7       | 0       | 4       | 253     | 166     | 9            | 6            | 0            | 3            | 147          | 151          | 20     | 13     | 0      | 7      | 400    | 317    |

## Femminile

### Queen's Football League 2018

#### Stagione regolare
| Rotterdam 30 settembre 2018, ore 14:00 1ª giornata | Rotterdam Ravens | 19 – 40 | Amsterdam Cats | Sportplaza Zuiderpark |

| Amsterdam 25 novembre 2018 2ª giornata | Amsterdam Cats | - – - (annullata) | Flevo Foxes |  |

#### Playoff
| Utrecht 16 dicembre 2018, ore 12:00 Queen's Bowl | Amsterdam Cats | - – - (annullata) | Flevo Foxes | Sportpark Overvecht Noord |

### Statistiche di squadra
| Competizione      | %Vittorie | In casa | In casa | In casa | In casa | In casa | In casa | In trasferta | In trasferta | In trasferta | In trasferta | In trasferta | In trasferta | Totale | Totale | Totale | Totale | Totale | Totale |
| Competizione      | %Vittorie | G       | V       | N       | P       | Pf      | Ps      | G            | V            | N            | P            | Pf           | Ps           | G      | V      | N      | P      | Pf     | Ps     |
| ----------------- | --------- | ------- | ------- | ------- | ------- | ------- | ------- | ------------ | ------------ | ------------ | ------------ | ------------ | ------------ | ------ | ------ | ------ | ------ | ------ | ------ |
| Stagione regolare | 1.000     | 0       | 0       | 0       | 0       | 0       | 0       | 1            | 1            | 0            | 0            | 40           | 19           | 1      | 1      | 0      | 0      | 40     | 19     |
| Playoff           | -         | 0       | 0       | 0       | 0       | 0       | 0       | 0            | 0            | 0            | 0            | 0            | 0            | 0      | 0      | 0      | 0      | 0      | 0      |
| Totale            | 1.000     | 0       | 0       | 0       | 0       | 0       | 0       | 1            | 1            | 0            | 0            | 40           | 19           | 1      | 1      | 0      | 0      | 40     | 19     |